# روتلسدورف
روتلسدورف (به آلمانی: Rottelsdorf) یک منطقهٔ مسکونی در آلمان است که در گرب‌اشتت واقع شده‌است. روتلسدورف ۳۲۴ نفر جمعیت دارد و ۱۶۲ متر بالاتر از سطح دریا واقع شده‌است.